# Estêvão Binga
Estêvão Binga (Tuei, 2 de setembro de 1966) é um prelado angolano da Igreja Católica, desde 2024 é o bispo de Ganda.

## Biografia
Nascido em 2 de setembro de 1966 em Tuei, em Huíla, entrou no seminário menor do Cubal, da diocese de Benguela, e depois fez os estudos de filosofia no seminário Bom Pastor e de teologia no seminário Cristo Rei do Huambo. De 21 de julho de 1995 a 1997 foi prefeito da disciplina do seminário preparatório e professor de várias disciplinas nos três seminários de Benguela. Foi ordenado padre em 28 de abril de 1996.
Após a ordenação ocupou os seguintes cargos: estudou para o bacharelado, licenciatura e doutorado em Teologia Dogmática na Faculdade de Teologia do Norte de España de Burgos (1997-2002); prefeito da disciplina (2003-2005) e reitor (de 2005 até 2021) no Seminário de Teologia de Benguela, colaborador na Paróquia de Nossa Senhora dos Navegantes (desde 2004 até 2021) e de 2010 a 2021, foi presidente da Comissão Diocesana para as Sessões de Estudo e Reciclagem e docente em vários Institutos Superiores (Instituto Superior de Teologia de Benguela, Instituto Superior Politécnico de Benguela, Instituto de Ciências Religiosas de Angola). Foi Reitor do Seminário Maior de Teologia de Benguela.
Em 3 de novembro de 2021, foi nomeado pelo Papa Francisco como bispo auxiliar de Benguela, recebendo a sé titular de Nasbinca. Foi consagrado em 6 de fevereiro de 2022, na Capelinha de Nossa Senhora dos Navegantes, por António Jaca,  S.V.D., bispo de Benguela, coadjuvado por Giovanni Gaspari, núncio apostólico em Angola e por José Nambi, bispo de Cuíto-Bié.
Com a ereção da Diocese de Ganda, em 1 de agosto de 2024, é nomeado pelo Papa Francisco como seu primeiro bispo diocesano.